# Лінзовий простір
Лінзовий простір — многовид непарновимірної розмірності, що є фактор-простором {\displaystyle S^{2n-1}/\mathbb {Z} _{m}} сфери {\displaystyle S^{2n-1}} за ізометричною вільною дією циклічної групи {\displaystyle \mathbb {Z} _{m}}.
Фундаментальну область дії {\displaystyle \mathbb {Z} _{m}} на {\displaystyle S^{2n-1}} зручно уявляти у вигляді «лінзи» — перетину двох півсфер — звідки й виникла назва «лінзовий простір».

## Означення
Сферу {\displaystyle S^{2n-1}} завжди можливо розташувати в комплексному просторі {\displaystyle \mathbb {C} ^{n}} з фіксованим базисом. Якщо {\displaystyle m} є деяким цілим числом і {\displaystyle l_{i}} для {\displaystyle 1\leqslant i\leqslant n} є цілими числами взаємно простими з {\displaystyle m} то дія групи {\displaystyle \mathbb {Z} _{m}} на {\displaystyle S^{2n-1}} задана як:
{\displaystyle \mathbb {Z} _{m}\times S^{2n-1}\to S^{2n-1}}
{\displaystyle (k,(z_{1},\ldots ,z_{n}))\mapsto (z_{1}\cdot e^{2\pi ikl_{1}/m},\ldots ,z_{n}\cdot e^{2\pi ikl_{n}/m})}
є вільною. Відповідний фактор-простір при дії називається лінзовим простором і зазвичай позначається {\displaystyle L(m;l_{1},\ldots ,l_{n})}.
У найпоширенішому трьохвимірному випадку усі лінзові простори є гомеоморфними просторам виду {\displaystyle L(m;1,q)}, які переважно позначаються просто {\displaystyle L(m,q)}.
Якщо {\displaystyle l_{1},l_{2},l_{3},\ldots } є нескінченною послідовністю цілих чисел і кожне  число {\displaystyle l_{i}} є взаємно простим із {\displaystyle m}, то утворюється також нескінченна послідовність лінзових просторів {\displaystyle L(m;l_{1},\ldots ,l_{i})}. Пряма границя цих лінзових просторів називається нескінченновимірним лінзовим простором.

## Еквівалентні геометричні означення

### Факторпростір кулі, біпіраміди чи лінзи
У випадку трьохвимірних лінзових просторів можна також дати кілька еквівалентних означень. Зокрема нехай {\displaystyle B^{3}} є стандартною тривимірною одиничною кулею, а {\displaystyle S^{2}} — одиничною сферою, що є її границею. Нехай {\displaystyle N=(0,0,1)} є «північним полюсом», а {\displaystyle S=(0,0,-1)} — «південним полюсом» на сфері та кулі. Екватор (точки на сфері, {\displaystyle z}-координата яких є рівною 0) розділяється на p рівних дуг за допомогою точок {\displaystyle a^{0},a^{1},\ldots ,a_{p-1}} і всі точки {\displaystyle a_{i}} сполучаються меридіональними дугами із точками {\displaystyle N} і {\displaystyle S} внаслідок чого сфера розбивається на 2p криволінійні трикутники. Лінзовий простір {\displaystyle L(p,q)} тоді одержується ідентифікацією криволінійних трикутників {\displaystyle Na_{i}a_{i+1}} і {\displaystyle Sa_{i+j}a_{i+j+1}}, де вершини {\displaystyle N} і {\displaystyle S} ідентифікуються між собою, як і вершини {\displaystyle a_{i}} з {\displaystyle a_{i+j}} і {\displaystyle a_{i+1}} з {\displaystyle a_{i+j+1}}. Усі суми в індексах точок беруться за модулем p.
Еквівалентно можна розглянути  «повну» біпіраміду основою якої є правильник p-кутник із вершинами {\displaystyle a^{0},a^{1},\ldots ,a_{p-1}}. Верхню і нижню вершини піраміди можна знову ж позначити  {\displaystyle N} і {\displaystyle S}. Лінзовий простір {\displaystyle L(p,q)} у цьому випадку одержується ідентифікацією «верхніх» трикутників біпіраміди із нижніми при якій трикутники із вершинами {\displaystyle Na_{i}a_{i+1}} ідентифікуються із {\displaystyle Sa_{i+j}a_{i+j+1}}, де вершини {\displaystyle N} і {\displaystyle S} ідентифікуються між собою, як і вершини {\displaystyle a_{i}} з {\displaystyle a_{i+j}} і {\displaystyle a_{i+1}} з {\displaystyle a_{i+j+1}}. Оскільки трикутники є рівними при відповідній ідентифікації вершин то внутрішні точки ідентифікуються очевидним чином.
Часто замість кулі чи біпіраміди розглядають тіло у формі лінзи із розбиттям екватора і поверхні, як у випадку сфери. Звідси зокрема і походить назва лінзові простори. Усі ці три випадки означення лінзових просторів є фактично еквівалентними адже розглянуті простори є очевидно гомеоморфними із гомеоморфізмами, які зберігають відповідні розбиття поверхонь із подальшою ідентифікацією. В усіх випадках також при ідентифікації усі точки  {\displaystyle a_{i}} відображаються в деяку єдину точку, усі дуги (чи сторони основи біпіраміди) {\displaystyle a_{i}a_{i+1}} — в єдину дугу лінзового простору, для усіх інших точок поверхні дві точки відображаються на одну, а для внутрішніх точок відображення є ін'єктивним.
Щоб побачити еквівалентність цих означень початковому означенню тривимірну сферу {\displaystyle S^{3}} слід розглянути як підмножину точок {\displaystyle (z_{1},z_{2})} у двовимірному комплексному просторі для яких {\displaystyle |z_{1}|^{2}+|z_{2}|^{2}=1}. Якщо записати ці числа у експоненційній формі: {\displaystyle z_{1}=r_{1}e^{i\phi _{1}},\ z_{2}=r_{2}e^{i\phi _{2}}} то також {\displaystyle r_{1}^{2}+r_{2}^{2}=1} і тому точки на сфері можна задати за допомогою трьох чисел {\displaystyle r=r_{2},\ \phi _{1},\phi _{2}}, де {\displaystyle 0\leqslant r\leqslant 1,\ 0\leqslant \phi _{1}<2\pi ,\ 0\leqslant \phi _{2}<2\pi .} Тобто трьохвимірну сферу можна ідентифікувати із «повним» тором, точки якого, наприклад, мають координати
{\displaystyle {\begin{aligned}x(r,\phi _{1},\phi _{2})&=(R+r\cos {\phi _{2}})\cos {\phi _{1}}\\y(r,\phi _{1},\phi _{2})&=(R+r\cos {\phi _{2}})\sin {\phi _{1}}\\z(r,\phi _{1},\phi _{2})&=r\sin {\phi _{2}}\\\end{aligned}},}
де {\displaystyle R>1}.
Проте якщо {\displaystyle r=1,} то для початкової точки сфери {\displaystyle z_{1}=0}, тоді як у торі для цих випадків є різні точки для різних значень аргумента  {\displaystyle \phi _{1}.} Тобто насправді точки із координатами виду {\displaystyle (1,\phi _{1},\phi )}  для фіксованого {\displaystyle \phi } і різних значень {\displaystyle \phi _{1}} на торі представляють одну точку тривимірної сфери. Тобто тривимірну сферу можна однозначно ідентифікувати із повним тором на поверхні якого (на стандартному торі) всі точки вздовж «паралелей» ідентифікуються. Якщо розрізати такий тор півплощиною, що містить якесь із меридіанних кіл, то буде одержане тіло гомеоморфне циліндру. У цьому циліндрі при відповідній ідентифікації бокова поверхня має стиснутися у коло внаслідок чого одержується тіло гомеоморфне кулі (або біпіраміді чи лінзі). З початкової ідентифікації у цій кулі також має ідентифікуватися верхня і нижня півсфери.
Якщо розглядати дію групи {\displaystyle \mathbb {Z} _{m}} на тривимірній сфері і відповідному наповненому торі то криволінійний циліндр одержаний із тора вибором точок для яких {\displaystyle \ 0\leqslant \phi _{1}\leqslant 2\pi /p} і ідентифікацією бокових ліній (вздовж дуг паралелей) і правильною ідентифікацією верхньої і нижньої основ і є лінзовим простором. При ідентифікації точок на бокових лініях знову ж одержується тіло гомеоморфне кулі, біпіраміді чи лінзі, а ідентифікація верхньої основи із нижньою відбувається після повороту першої на кут {\textstyle {\frac {2\pi q}{g}}} (всі точки на колі одержаному ідентифікаціями бокових ліній теж ідентифікуються). Але така ідентифікація є аналогічною описаним ідентифікаціям кулі, біпіраміди і лінзи, що доводить еквівалентність двох означень.

### Розбиття Хегора
Як і для будь-якого трьохвимірного компактного простору для довільного трьохвимірного лінзового простору існує розбиття Хегора. За допомогою такого розбиття можна дати еквівалентне означення трьохвимірних лінзових просторів.
У загальному випадку розбиття Хегора можна розглядати як два тіла з ручками і гомеоморфізм між їх поверхнями. Об'єднання цих із ідентифікацією поверхонь згідно гомеоморфізму утворює новий простір. У випадку лінзових просторів двома тілами розбиття є повні тори.
Згідно загальної теорії розбиттів Хегора клас гомеоморфізму простору із розбиттям Хегора двома торами однозначно визначається образом деякого меридіанного кола при гомеоморфізмі поверхонь торів. Простори {\displaystyle L(p,q)} тоді за означенням є просторами в яких образом меридіанного кола є {\displaystyle (p,q)}-торичний вузол, який параметрично може бути заданий як
{\displaystyle {\begin{aligned}x&=(R+\cos(q\phi ))\cos(p\phi )\\y&=(R+\cos(q\phi ))\sin(p\phi )\\z&=-\sin(q\phi )\end{aligned}}}
де  {\displaystyle 0\leqslant \phi \leqslant 2\pi } і {\displaystyle R} > 1 є відстанню від початку координат до осі обертання тора.
Еквівалентність цього означення із попереднім можна одержати, якщо розрізати обидва тори вздовж якогось із меридіональних кругів одержавши два циліндри в кожному з яких верхня і нижня основи є еквівалентними. На першому циліндрі кола, що обмежують верхню і нижню основу є представниками меридіанного кола вздовж якого відбувався розріз. Нехай точки {\displaystyle a_{1},a_{2},\ldots ,a_{p}} розбивають ці кола і відповідно меридіанне коло при ідентифікації на {\displaystyle p} рівних дуг. У другому циліндрі після перерізу одержуються {\displaystyle p} кривих вздовж бокової поверхні, що є частинами {\displaystyle (p,q)}-торичного вузла. Кінці цих кривих на основах циліндра утворюють рівномірне розбиття кіл. Якщо позначити {\displaystyle b_{1},b_{2},\ldots ,b_{p}} послідовно ці точки то кожна крива сполучає точку  {\displaystyle b_{i}} на нижній основі із точкою {\displaystyle b_{i+q}} на верхній (сума береться за модулем {\displaystyle p} із значеннями від 1 до {\displaystyle p}). Якщо вважати, що крива від {\displaystyle b_{1}} до {\displaystyle b_{q+1}} представляє початок торичного вузла, то крива від {\displaystyle b_{2}} є {\displaystyle q^{-1}}-ою його частиною. Скрутимо тепер циліндр так що усі криві, що є частинами торичного вузла стали прямими перпендикулярними основам і при цьому нижня основа була нерухомою, а верхня повернулася на {\textstyle -{\frac {2\pi q}{p}}}. В результаті одержиться циліндр у якого послідовні відрізки ортогональні основам представляють послідовно 1-у, {\displaystyle 1+q^{-1}}-у, {\displaystyle 1+2q^{-1}}-у частини торичного вузла і т.д. Початковий тор одержується із цього циліндра ідентифікацією верхньої основи із нижньої після повороту першої на кут {\textstyle {\frac {2\pi q}{p}}.}
Тепер подібним чином скрутимо також перший циліндр так щоб нижня основа була нерухомою, а верхня повернулася на {\textstyle -{\frac {2\pi q^{-1}}{p}}.} Внаслідок цього над точками {\displaystyle a_{i},\ a_{i+1}} і дугою між ними, що представляє i-у частину меридіанного кола на нижній основі будуть точки {\displaystyle a_{i+q^{-1}},\ a_{i+q^{-1}+1}} і дуга, що представляє {\displaystyle i+q^{-1}} частину меридіанного кола. Якщо тепер розрізати цей циліндр вздовж радіусів, що сполучують центри основ і відповідні точки розбиття на колах, то в результаті будуть {\displaystyle p} клинів і якщо послідовно пронумерувати сегменти на нижній основі і верхній із врахування повороту, то якщо нижня грань клина буде мати номер {\displaystyle i}, то верхня відповідно {\displaystyle i+q^{-1}}.
Сполучаючи послідовно нижні і верхні грані клинів на останньому кроці буде одержана замкнута послідовність. Її можна замкнути так щоб утворилося тіло подібне на тор і гострі кути клинів були назовні, а гладкі всередину. Дуги, що представляли меридіанне коло при цьому утворять {\displaystyle p} відрізків між гладкими поверхнями клинів у стороні тора спрямованій до центру. Послідовно ці відрізки представляють 1-у, {\displaystyle 1+q^{-1}}-у, {\displaystyle 1+2q^{-1}}-у частини меридіанного кола і т.д. При цьому початковий тор утвориться, якщо частину поверхні нового тіла утвореного одними боковими сторонами клинів ідентифікувати із  частиною поверхні нового тіла утвореною іншими боковими сторонами, після повороту першої на кут {\textstyle {\frac {2\pi q}{p}}.}
Якщо тепер вставити другий циліндр всередину нового тороподібного тіла так щоб послідовні відрізки, що представляють частини торичного вузла ідентифікувалися із послідовними відрізками, що представляють частини меридіанного кола, а відповідні бокові поверхні між ними із відповідними гладкими поверхнями клинів, то утвориться тіло гомеоморфне кулі. Якщо ідентифікувати верхню поверхню цього тіла (утворену верхньою основою вставленого циліндра і суміжними боковими поверхнями клинів) після повороту на {\textstyle {\frac {2\pi q}{p}}} із нижньою утвориться лінзовий простір у попередньому означенні. З іншого боку, як зазначено вище обмеження цієї ідентифікації на окремі частини дає два початкові тори і гомеоморфізм між їх поверхнями. При цьому образом меридіанного кола є {\displaystyle (p,q)}-торичним вузлом. Тому лінзовий простір {\displaystyle L(p,q)} є єдиним з точністю до гомеоморфізму простором для якого при розбитті Хегора образом меридіанного кола є {\displaystyle (p,q)}-торичний вузол. Це завершує доведення еквівалентності двох означень.

### Хірургія Дена
Близьким до означення за допомогою розбиття є означення за допомогою хірургії Дена. Хірургією Дена називається процес побудови трьохвимірних многовидів із тривимірної сфери за допомогою вирізання із неї скінченної кількості повних торів. Після цього новий многовид будується за допомогою вставки вилучених торів за допомогою ідентифікації їх поверхонь із поверхнею замикання сфери яка утворилася після вирізання відповідного тора.
Згідно загальної теорії тип гомеоморфізму одержаного простору залежить лише від класу ізоморфізму зачеплення яке утворюють кола обертання вилучених торів, а також від пар {\displaystyle (a_{i},b_{i})} які позначають значення образів меридіанних кіл при гомеоморфізмах у фундаментальних групах на поверхні (у виді тора) утвореній після вирізання при певному конкретному виборі породжуючих елементів у фундаментальних групах усіх таких поверхонь.
При цих означеннях лінзовий простір {\displaystyle L(p,q)} однозначно характеризується як простір одержаний хірургією Дена із тривимірної кулі для простого вузла і пари {\displaystyle (p,q).} Це означення є подібним до попереднього оскільки тривимірна сфера є об'єднанням двох повних торів зі спільною границею (стандартним тором) і тому після вирізання повного тора (коло обертання якого є  простим вузлом) тип гомеоморфізму простору одержаного подальшою ідентифікацією границь торів повністю залежить від образу меридіанного кола вирізаного тора. Якщо цим образом є {\displaystyle (p,q)}-торичний вузол то одержується пара {\displaystyle (p,q)}. Одержаний при цьому простір очевидно є еквівалентним простору із означення лінзового простору  і його розбиття Хегора. Тому з точністю до гомеоморфізму простір одержаний хірургією Дена із тривимірної кулі для простого вузла і пари {\displaystyle (p,q)} є рівним {\displaystyle L(p,q)}.

## Властивості
- Кожен лінзовий простір {\displaystyle L(m;l_{1},\ldots ,l_{n})} є компактним многовидом розмірності {\displaystyle 2n-1.}
- Фундаментальна група лінзового простору {\displaystyle L(m;l_{1},\ldots ,l_{n})} є рівною {\displaystyle \mathbb {Z} _{m}}, універсальним накриттям цих просторів є сфера {\displaystyle S^{2n-1}}. Фундаментальна група нескінченновимірного простору {\displaystyle L(m;l_{1},l_{2},\ldots )} теж є {\displaystyle \mathbb {Z} _{m}}, а універсальним накриттям усіх таких просторів є нескінченновимірна сфера {\displaystyle S^{\infty }.} Лінзові простори є єдиними трьохвимірними многовидами із нетривіальною скінченною циклічною фундаментальною групою.
- Гомотопічні групи вищого порядку для будь-якого лінзового простору розмірності {\displaystyle 2n-1} є рівними відповідним групам сфери {\displaystyle S^{2n-1}}.
- Лінзовий простір {\displaystyle L(m;l_{1},\ldots ,l_{n})} є CW-комплексом і клітинне розбиття для нього можна вибрати із єдиною клітиною для кожної розмірності до {\displaystyle 2n-1.} Для цього можна розглянути вкладення {\displaystyle 2n-1}- сфери у {\displaystyle n}-вимірний комплексний простір і розбити одиничне коло на площині, що відповідає останній комплексній змінній точками виду {\displaystyle e^{2\pi ij \over m}.} Якщо тепер з'єднати {\displaystyle j} -ту вершину кола із точками на {\displaystyle 2n-3} вимірній сфері за допомогою дуг великих кіл (тобто точками із координатами заданими як {\displaystyle \cos \phi (0,\ldots ,0,e^{2\pi ij \over m})+\sin \phi (z_{1},\ldots ,z_{n-1},0)}) одержується тіло {\displaystyle B_{j}^{2n-2}} яке є гомеоморфним {\displaystyle 2n-2} вимірній кулі. Аналогічно якщо розглядати подібну побудову для всіх точок відрізку обмеженого {\displaystyle j} і {\displaystyle j+1} точками утворює тіло {\displaystyle B_{j}^{2n-1}} гомеоморфне {\displaystyle 2n-1} вимірній кулі для якого {\displaystyle B_{j}^{2n-2}} і {\displaystyle B_{j+1}^{2n-2}} утворюють границю.

При дії групи {\displaystyle \mathbb {Z} _{m}} із означення лінзових просторів образом {\displaystyle 2n-3} вимірної одиничної сфери перших {\displaystyle 2n-2} комплексних координат є ця ж сфера і тому ця дія групи переставляє різні {\displaystyle B_{j}^{2n-1}} і {\displaystyle B_{j}^{2n-2}} за допомогою відповідних гомеоморфізмів. Зокрема для деякого елемента  {\displaystyle k\in \mathbb {Z} _{m}} образом {\displaystyle B_{j}^{2n-2}} при дії {\displaystyle k} є {\displaystyle B_{j+1}^{2n-2}}. Тоді лінзовий простір можна ідентифікувати із факторпростором {\displaystyle B_{j}^{2n-1}} при еквівалентності, що ідентифікує {\displaystyle B_{j}^{2n-2}} і {\displaystyle B_{j+1}^{2n-2}} згідно відображенні {\displaystyle k}. При цьому факторпростором {\displaystyle 2n-3} вимірної одиничної сфери як підмножини {\displaystyle B_{j}^{2n-1}} і {\displaystyle B_{j}^{2n-2}} є лінзовий простір {\displaystyle L(m;l_{1},\ldots ,l_{n-1}).} Тому лінзовий простір {\displaystyle L(m;l_{1},\ldots ,l_{n})} одержується із {\displaystyle L(m;l_{1},\ldots ,l_{n-1})} додаванням двох клітин, що відповідають внутрішностям {\displaystyle B_{j}^{2n-2}} і {\displaystyle B_{j}^{2n-1}}. За індукцією одержується клітинне розбиття із єдиною клітиною для кожної розмірності до {\displaystyle 2n-1.}
- Гомологічні групи будь-якого лінзового простору виду {\displaystyle L=L(m;l_{1},\ldots ,l_{n})} рівні:

{\displaystyle H_{i}(L)={\begin{cases}\mathbb {Z} &i=0,\ 2n-1\\\mathbb {Z} _{m}&0<i<2n-1,\ i=2j-1\\\{0\}&i>2n-1\ \lor i=2j,\ j>0\end{cases}}}
Їх можна обрахувати за допомогою клітинної гомології за допомогою клітинного розбиття вказаного вище. Додавання клітини розмірності {\displaystyle 2n-1} відбувається за допомогою граничного відображення, що ідентифікує {\displaystyle B_{j}^{2n-2}} і {\displaystyle B_{j+1}^{2n-2}} і відображає їх на єдину клітину розмірності {\displaystyle 2n-2}. При цьому при ідентифікації спершу {\displaystyle B_{j}^{2n-2}} відображається на {\displaystyle B_{j+1}^{2n-2}} за допомогою відбиття, що переводить точку {\displaystyle j} із побудови {\displaystyle B_{j}^{2n-2}} у відповідну точку {\displaystyle j+1} для {\displaystyle B_{j+1}^{2n-2}}, а потім гомеоморфізму пов'язаному із дією елемента {\displaystyle k} на  {\displaystyle 2n-3} вимірній сфері і відповідні зміни точок на дугах, що з'єднують точку {\displaystyle j+1} із {\displaystyle 2n-3} вимірною сферою. Але дія елемента {\displaystyle k} дає перетворення, що є гомотопним одиничному і тому також гомеоморфізм при ідентифікації є гомотопним одиничному. Відповідно його степінь є рівним 0, тоді як степінь відбиття є -1, як і степінь загального відображення ідентифікації. Таким чином локально відображення із {\displaystyle B_{j}^{2n-2}} і {\displaystyle B_{j+1}^{2n-2}} на клітину розмірності {\displaystyle 2n-2} границя якої стиснута в точку рівні 1 і -1 і загально степінь всього відображення є рівною 0. Тобто граничне відображення у клітинній гомології для цього порядку є нульовим.
Натомість граничним відображенням при додаванні клітини розмірності {\displaystyle 2n-2} є факторвідображення {\displaystyle S^{2n-3}\to L(m;l_{1},\ldots ,l_{n-1}).} Оскільки прообразами клітини розмірності {\displaystyle 2n-3} при цьому є {\displaystyle m} куль, які циклічно переставляються елементами групи {\displaystyle \mathbb {Z} _{m}} як вище було для розмірності {\displaystyle 2n-1} і крім того знову ж усі гомеоморфізми між різними кулями при дії елементів {\displaystyle \mathbb {Z} _{m}} є гомотопними одиничному, тому локально всі ці відображення мають степінь 1 і загальний степінь на клітину розмірності {\displaystyle 2n-2} границя якої стиснута в точку рівні у цьому випадку є {\displaystyle m}. Тобто граничне відображення у клітинній гомології для цього порядку є множенням на {\displaystyle m} між групами цілих чисел.
Загалом за індукцією одержується ланцюговий комплекс:
{\displaystyle 0\to \mathbb {Z} \xrightarrow {0} \mathbb {Z} \xrightarrow {m} \mathbb {Z} \xrightarrow {0} \ldots \xrightarrow {0} \mathbb {Z} \xrightarrow {m} \mathbb {Z} \xrightarrow {0} \mathbb {Z} \to 0},
де відображеннями є послідовно нульові гомоморфізми або множення на {\displaystyle m}. Гомологічні групи для нього є рівні вказаним вище і відповідно твердження випливає із рівності сингулярних і клітинних гомологій.
Когомологічні групи із цілими коефіцієнтами рівні:
{\displaystyle H^{i}(L)={\begin{cases}\mathbb {Z} &i=0,\ 2n-1\\\mathbb {Z} _{m}&2\leqslant i<2n-2,\ i=2j\\\{0\}&i>2n-1\ \lor i=2j-1,\ j>0\end{cases}}}
Когомологічні групи із коефіцієнтами {\displaystyle \mathbb {Z} _{m}} рівні:
{\displaystyle H^{i}(L,\mathbb {Z} _{m})={\begin{cases}\mathbb {Z} _{m}&0\leqslant i\leqslant 2n-1\\\{0\}&i>2n-1\end{cases}}}
У цьому випадку, якщо {\displaystyle \alpha } є генеруючим елементом циклічної групи {\displaystyle H^{1}(L,\mathbb {Z} _{m}),} а {\displaystyle \beta } є генеруючим елементом циклічної групи {\displaystyle H^{2}(L,\mathbb {Z} _{m}),} то для парних чисел {\displaystyle i=2j} елемент {\displaystyle \beta ^{j}} (де множенням і, відповідно, степенем є ∪-добуток) генерує відповідну циклічну групу {\displaystyle H^{2j}(L,\mathbb {Z} _{m}),} а для непарних {\displaystyle i=2j+1} елемент {\displaystyle \alpha \beta ^{j}} генерує групу {\displaystyle H^{2j}(L,\mathbb {Z} _{m}).} Окрім того якщо {\displaystyle m} є непарним числом, то {\displaystyle \alpha ^{2}=0,} а якщо парне, то {\displaystyle \alpha ^{2}={\frac {m\beta }{2}}.} Ці співвідношення повністю визначають когомологічне кільце у цьому випадку.
- У тривимірному випадку два лінзові простори {\displaystyle L(p;q_{1})} і {\displaystyle L(p;q_{2})} є:
  1. гомотопно еквівалентними якщо і тільки якщо {\displaystyle q_{1}q_{2}\equiv \pm n^{2}{\pmod {p}}} для деякого {\displaystyle n\in \mathbb {N} };
  2. гомеоморфними якщо і тільки якщо {\displaystyle q_{1}\equiv \pm q_{2}^{\pm 1}{\pmod {p}}}.
- Пряма границя лінзових просторів при {\displaystyle n\to \infty } дає простір Ейленберга — Маклейна типу {\displaystyle K(\mathbb {Z} _{p},1)}.